# Anthrax niger
Anthrax niger är en tvåvingeart som först beskrevs av Austen 1937.  Anthrax niger ingår i släktet Anthrax och familjen svävflugor. Inga underarter finns listade i Catalogue of Life.